# Monte San Benito
San Benito es un monte de 1626 m de altura situado en la sierra de Guadarrama Occidental (sistema Central). El más alto del municipio de Robledo de Chavela (Comunidad de Madrid, España). También se le conoce como Cerro de San Benito. Se encuentra situado en el punto más alto del puerto de la Cruz Verde. En las laderas del mismo, puede encontrarse una importante extensión de enebral.
- Datos: Q6022487